# Nimétigna Keita
Nimétigna Keita, née le 29 mars 1985 à Poissy, est une joueuse internationale de handball française puis sénégalaise, évoluant au poste d'arrière gauche.

## Biographie
En 2015, elle retrouve le Mérignac Handball avec lequel elle a déjà évolué de 2004 à 2007.
À partir de la saison 2017/2018, elle devient capitaine de l'équipe du Mérignac Handball, connue sous le nom des Foudroyantes.
A l'issue de la saison 2018-2019, elle met un terme à sa carrière sportive.

## Palmarès

### En club
compétitions nationales
- championne de France en 2008 (avec Metz Handball)
- vainqueur de la coupe de la Ligue en 2008 (avec Metz Handball)
- championne de France de deuxième division en 2012 (avec l'OGC Nice) et 2018 et 2019 (avec Mérignac Handball)

### En équipe nationale
France
- première sélection en octobre 2005 au Tournoi de Paris Île-de-France
- 10 sélections et 10 buts[2]
- 4e place du championnat d'Europe junior en 2004

 Sénégal
- Médaille d’argent aux Jeux africains 2015